# Bartoloměj
Bartoloměj je mužské biblické jméno aramejského původu. Další variantou jména je Bartolomej. Vzniklo z bar Talmai a vykládá se jako syn Talmajův, syn zbrázděného, oráč, někdy také jako bojovný syn. Podle českého kalendáře má svátek 24. srpna.
V Itálii existuje také ženská podoba tohoto jména – Bartolomea.

## Domácké podoby
Barry, Bart, Bárta, Bartoš, Bartík, Bóďa (po Chodsku)

## Bartoloměj v jiných jazycích
- Slovensky, charvátsky: Bartolomej
- Polsky: Bartołomiej nebo Bartosz
- Rusky: Varfolomej
- Maďarsky: Bertalan
- Francouzsky: Bartholomé nebo Barthélemy
- Nizozemsky: Bartholomeus
- Německy: Bartholomäus
- Anglicky: Bartholomew, zkrácené osamostněné formy Bart, Barry
- Španělsky: Bartolomé(o)
- Italsky: Bartolo nebo Bartolomeo

## Známí Bartolomějové
- Svatý Bartoloměj – byl jedním z dvanácti Ježíšových apoštolů
- Petr Bartoloměj – osobnost první křížové výpravy
- Bartoloměj z Chlumce – autor veršovaných latinských encyklopedických příruček z oblasti přírodních nauk
- Bartolomeo Columbus – bratr Krištofa Kolumba
- Bartolomeo Diaz – portugalský mořeplavec
- Bartosz Gelner – polský herec
- Václav Josef Bartoloměj Praupner – český hudební skladatel
- Bartoloměj Paprocký z Hlohol a Paprocké Vůle – polský diplomat, politik, kronikář, heraldik, genealog a publicista
- Bartłomiej Pękiel – polský skladatel
- Bart Simpson – postava ze seriálu Simpsonovi
- Bartoloměj I. – konstantinopolský arcibiskup a pravoslavný patriarcha.